# Rydel Lynch
Rydel Mary Funk (nascida Lynch, 9 de agosto de 1993) é uma atriz, cantora, dançarina, música, compositora e tecladista. Ela é um dos membros fundadores da banda Pop/Rock R5, formada com seus irmãos Riker Lynch (no baixo e vocal), Rocky Lynch (na guitarra led e vocal) e Ross Lynch (na guitarra e vocal) e o amigo da família  / baterista / ex - namorado Ellington Lee Ratliff.

## Vida pessoal
Em junho de 2019, Rydel iniciou um relacionamento com o Youtuber Capron Funk, os dois se conheceram em abril do mesmo ano. Em 9 de fevereiro de 2020, o casal anunciou o noivado. Rydel e Capron se casaram em 12 de setembro de 2020, a cerimônia aconteceu no Arizona. Em 12 de outubro de 2020, o casal revelou estar a espera do primeiro filho. Em 11 de abril de 2021, o primeiro filho do casal nasceu e recebeu o nome Super Capron Funk.No dia 4 de agosto 2022, Rydel deu à luz a uma menina que veio a ser chamada de Sweetie Mary Funk. A 8 de setembro de 2023, nasceu o terceiro filho do casal,o nome do bebe é uma homenagem a dois dos irmãos de Rydel, Storm Rocky-Ross Funk. A 27 de janeiro de 2025, Rydel deu à luz a mais uma menina que recebeu o nome de Sugar Lover Funk.

## Biografia
Rydel Mary Funk, nascida Lynch, em 09 de agosto de 1993, em Littleton, no Colorado. Ela é a segunda mais velha dos seus cinco irmãos. Aprendeu a tocar teclado, bem como aprendeu a dançar. Sua cor favorita é a cor rosa. Ama perfumes doces, principalmente o perfume Pink Sugar. Adora filmes da Marvel, seu super-herói favorito é o Thor. É fã da Hello Kitty. Às vezes Rydel também é chamada de "Barbie"  por ter uma certa semelhança entre elas e é conhecida também por Delly. Ela já apareceu em vários comerciais e fez participações em filmes. Tem o cabelo loiro (natural), os olhos castanhos esverdeados e a pele clara. Seus primos são Derek Hough e Julianne Hough, famosos por dança. Sua ascendência irlandesa incluindo: Inglês, 1/16 dinamarquês, com pequenas quantidades de francês, alemão, escocês, e galês. Sua mãe se chama Stormie Lynch e seu pai se chama Mark Lynch. Atualmente mora em Los Angeles na Califórnia.